# Gonocephalus beyschlagi
Espèce
Synonymes
- Gonyocephalus beyschlagi Boettger, 1892

Gonocephalus beyschlagi est une espèce de sauriens de la famille des Agamidae.

## Répartition
Cette espèce est endémique de Sumatra en Indonésie.

## Étymologie
Cette espèce est nommée en l'honneur de Fritz Beyschlag.

## Publication originale
- Boettger, 1892 : Listen von Kriechtieren und Lurchen aus dem tropischen Asien u. aus Papuasien. Bericht des Offenbacher Vereins für Naturkunde, vol. 1892, p. 65-164.